# Polythore terminata
Polythore terminata – gatunek ważki z rodziny Polythoridae.